# Jenevieve Akenová
Jenevieve Akenová (nepřechýleně Jenevieve Aken; * 1989) je nigerijská dokumentární a portrétní fotografka se zaměřením na kulturní a sociální témata. Fotografuje také autoportréty a městskou krajinu. Její práce se často točí kolem jejích osobních zkušeností a sociálních problémů týkajících se genderových rolí. Její práce byla představena na festivalu Lagos Photo. Akenová v současné době žije v Lagosu v Nigérii.

## Životopis
Akenová vyrostla v malé vesnici Ikom Aluk v nigerijském spolkovém státě Cross River. V mladém věku trpěla v důsledku smrti své matky  a nebyla se svým otcem se příliš neshodla. Její otec byl spíše tradičního zaměření a nechtěl, aby se věnovala hudbě. Proto se jejich cesty rozešly. Psala písně inspirované svými životními zkušenostmi, jedna píseň se jmenovala „Make It Through The Race“. Po krátkém působení v hudbě  zkoušela uspět v herectví, ale i to brzy nechala stranou. Nakonec dostala možnost na své první vystoupení na Vilsco Fashion Show a poznala drsnou realitu žen v modelingovém průmyslu. Ke kariéře fotografování ji přivedly její zkušenosti s modelingem.
Přihlásila se na Market Photo Workshop v Johannesburgu v Jižní Africe, ale kurzy nedokončila, protože chtěly využít příležitosti v soutěži Model roku British Council. Vrátila se domů, aby se zúčastnila MTN Lagos Fashion & Design Week. Zatímco nedokončila fotografický kurz, řekla v rozhovoru pro Pulse.ng: „Vrátím se, abych svou fotografickou školu dokončila. Vím, že fotografování a modeling jsou těžké úkoly, ale mám vášeň pro obojí a budu dělat obojí souběžně, dokud budu moci“. Akenová zaznamenala úspěch ve fotografii bez ohledu na to, že dokončila kurzy, když se zúčastnila fotografického festivalu v Lagosu.

## Fotografický seriál

### Handy Hands
Tento fotoseriál Handy Hands (Šikovné ruce) dokumentuje ženy v Berlíně v Německu, jak se snaží zapadnout do „specifikovaných“ rolí žen ve společnosti. Obrázky ukazují sérii žen, které se věnují kariéře, v níž historicky dominovali muži. Ženy na fotografiích cítí silně svou kariéru a jsou sebevědomé v práci, kterou dělají, bez ohledu na rozdíly mezi pohlavími.

### The Masked Women
The Masked Women (Maskované ženy) je černobílý autoportrétový seriál, který má zobrazovat ženy a jejich sociální role v nigerijské kultuře. Obrázky zobrazují mír a seberealizaci ženy bez stigmatizovaných zastřešujících názorů žen v nigerijské kultuře. Snímky také zkoumají, jak se ženy mohou cítit omezeny stereotypy o tom, jak by se „správné ženy“ měly ve společnosti chovat. Tyto fotografie mají být příkladem žen, které porušily tato stigmata, ale cítí se izolované normami společnosti. V této sérii Akenová doufá, že inspiruje nigerijské ženy, aby praktikovaly svou svobodu bez ohledu na vnější stereotypy.

### Great Expectations – Velká očekávání
Akenová, inspirovaná Charlesem Dickensem, Great Expectations, vytvořila tuto sérii, aby ilustrovala tlak na ženy, zejména africké, aby se vdávaly. Akenová se pokouší ukázat, jak se i ty nejúspěšnější ženy mohou cítit neúspěšné, dokud se kvůli společenským tlakům neprovdají.

### Monankim
Tato fotografická série Akenové je založena na tradičním rituálu zvaném Monankim, který pochází z menšinových kmenů Bakor. Monankim je tradice v kultuře Bakorů, která obřezává ženy a poté je oslavována jako symbol vstupu do ženství. Tato tradice je vnímána jako právoplatná a žena je po dokončení procesu zbožňována.  Tato tradice je kontroverzní, protože proces je nebezpečný a život ohrožující. Akenová dokumentuje protichůdné názory žen ve společnosti na tuto tradici.  Zatímco někteří vidí tento proces jako vzrušující, jiní s touto myšlenkou váhají. 

### Community and Courage
Série fotografií Community and Courage se odehrává na pláži zvané Takwa Bay, která je oblíbeným místem pro uprchlíky, kteří plavou a surfují. Zátoka Takwa je známá tím, že umožňuje interakci širokému spektru lidí. Fotografie v této sérii zobrazují, jak je ve sportu vyžadována komunita a odvaha, protože fotografie ukazují děti, které si spolu hrají bez ohledu na sociální zázemí. 

## Ocenění
- Modelka roku 2011, MTN / British Council [5]